# Johan Wallman
Johan Wallman, född 1681 (döpt 10 mars) i Göteborg, död 1739 (begravd 2 mars) i Varberg, var en svensk guld- och silversmed.
Han var son till guldsmedsåldermannen Sven Jönsson Wallman och Margareta Hertwick och gift med Elsa Mattiasdotter Remen. Wallman var elev till sin far och blev mästare i Göteborg 1703. Han flyttade därefter till Varberg där han etablerade en egen verkstad 1704 som han drev fram till sin död. Det finns ett relativt stort antal bevarade föremål som han har tillverkat bland annat en kalk för Fagereds kyrka från 1714, kalkar från 1716 för Spannarps och Vinbergs kyrkor, en oblatask för Falkenbergs kyrka 1718, en oblatask för Sandviks kyrka 1723, ljusstakar och ljussaxställ för Varbergs kyrka 1725, en vinkanna i Bosebo kyrka i Småland 1725 och en kalk för Gällinge kyrka 1727. Wallman är representerad vid Nordiska museet, Hallwylska museet och Kulturhistoriska museet i Lund.